# La defensa del Sampo
La defensa del Sampo (en finés: Sammon puolustus) es un cuadro de 1896 del pintor finlandés nacionalista-romántico Akseli Gallen-Kallela. La pintura ilustra un pasaje del Kalevala, la epopeya nacional finlandesa, compilado por Elias Lönnrot en el siglo XIX.
La escena retratada aparece en el runo 43 de la épica, donde el héroe Väinämöinen, empuñando una espada, ha robado el precioso artefacto Sampo de la bruja malvada Louhi, y ella, después de haber tomado la forma de un pájaro gigante, está tratando recuperarlo. La lucha por el Sampo tiene una connotación más profunda como una batalla por el alma de Finlandia.

## Recepción
Cuando la pintura se exhibió por primera vez, recibió una gran atención y fue considerada como la mejor pieza de Gallen-Kallela. La visión de Gallen-Kallela de Väinämöinen como un guerrero fue visto como una rotura radical de la típica representación como un sabio viejo de barba gris. En la pintura, el largo pelo y barba blanca de Väinämöinen contrastan con su fuerte y musculoso cuerpo.
La pintura fue originalmente encargada por un rico mecenas de Helsinki, Salomo Wuorio, para su salón comedor. Según Gallen-Kallela, sin embargo, el acuerdo se rompió de manera amistosa cuando su mujer tuvo una reacción negativa extremada al ver la obra terminada. Posteriormente, La defensa de la Sampo fue comprada por la Asociación de las Artes de Turku (Turun taideyhdistys) por 4000 marcos.